# Festival de Viña del Mar

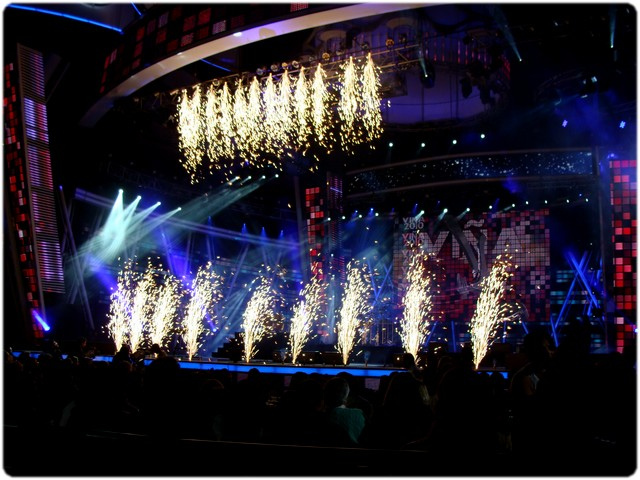
Festival Internacional de la Cançó de Viña del Mar

El Festival Internacional de la Cançó de Viña del Mar és un festival musical organitzat anualment a la turística ciutat de Viña del Mar, Xile, durant el mes de febrer. Organitzat des de 1960, és considerat com un dels festivals de música més important de Llatinoamèrica i l'esdeveniment musical més important del continent americà, conjuntament amb els Premi Grammy.
L'esdeveniment, que té lloc a l'amfiteatre de la Quinta Vergara, amb una capacitat que supera els 15.000 espectadors, és transmès en viu per televisió i ràdio. El Festival de Vinya arriba mesuraments rècord en els rànquings televisius i mou milions de dòlar és en concepte d'auspicis, programes de TV associats, publicitat i turisme, entre d'altres.

## Història

### Els primers anys
L'origen del Festival va ser bastant modest. Gràcies a la iniciativa del director del Departament de Turisme i Relacions Públiques de l'ajuntament de Viña del Mar, Carlos Ansaldo, en 1960 un grup de músics era citat per amenitzar una fira dels alumnes de l'Escola de Belles Arts en els jardins de la "Quinta Vergara"; l'èxit d'aquesta primera versió va permetre que en 1963 se li atorguessin els drets de transmissió a UCV Televisió.

### Època daurada del festival i tribuna política
Durant la dècada dels anys 1970, el Festival va començar a massificar-se, especialment des 1972, quan se li van atorgar els drets de transmissió a Televisió Nacional de Xile, el canal de televisió més important del país. Durant aquests mateixos anys, la tensió política del moment es va fer present fortament. En 1971, els representants de la Unió Soviètica van ser aplaudits pel seu suport a la Unitat Popular, però l'any següent, la  sud-africana Miriam Makeba va ser escridassada pel públic en dedicar el seu tema "Pota Pota" al president Salvador Allende. A inicis de 1973, la situació es va tornar caòtica pel xoc entre Quilapayún, representant de la "Nova Cançó Xilena", i Els Huasos Quincheros en la competència folklòrica, en la que també participava una cançó escrita per Pablo Neruda.

### Dècades de 1990 i 2000
Malgrat que des dels anys 1990 el festival va començar a patir una certa decadència, pressionat per l'auge de la televisió per cable i les seves cadenes de música, el Festival segueix concitar l'atenció de tot el país, encara que alguns crítics discuteixen, però, si hagués de mantenir l'apel·latiu de Internacional. Des 1993, es licita per 3 anys la transmissió íntegra del Festival a "Mega (canal de televisió) | Megavisión" en coproducció amb Televisa de Mèxic, en 1996, aquesta concessió va ser renovada per altres 3 anys, fins que el 1999 la transmissió és lliurada a la Corporació de Televisió de la Universitat Catòlica de Xile (Canal 13), contracte que durava fins al 2006.
Durant el període de "Canal 13", en 2004, l'emblemàtic presentador de l'esdeveniment, Antonio Vodanovic, va anunciar el seu retir després d'haver-lo conduït en 29 ocasions. L'estiu següent, Vodanovic va ser reemplaçat pel cantant argentí / veneçolà Ricardo Montaner, qui va acompanyar a la cantant xilena Myriam Hernández. No obstant això, les crítiques per la seva inexperiència en el rol de presentador van fer que no acceptés participar de l'esdeveniment de 2006, sent reemplaçat per altre presentador xilè, Sergio Lagos.
A l'abril de 2006, es va adjudicar novament "Canal 13" per un període de quatre anys la realització de l'esdeveniment. "Canal 13" havia anunciat el dia del tancament de les inscripcions a la licitació una aliança estratègica amb Televisió Nacional de Xile (TVN), permetent la seva transmissió a través del senyal internacional TV Xile. L'aliança va debutar en l'esdeveniment de 2007, que va ser presentat per Sergio Lagos (Canal 13) al costat de Tonka Tomicic (TVN), duet que es mantindria fins al 2008. El 2009 i 2010, l'esdeveniment seria encapçalat pels presentadors xilens Felipe Camiroaga (TVN) i Soledad Onetto (Canal 13).
La jornada de tancament de l'últim esdeveniment produït per l'aliança Canal 13-TVN, corresponent al dia 27 de febrer de 2010, va ser la primera en la història del festival a ser cancel·lada, a causa del Terratrèmol de Xile del 2010 que va assotar al centre i sud del país, aconseguint els 08/08 graus de magnitud. El maig d'aquest any, Chilevisión es va adjudicar la licitació del certamen per al període 2011-2014. Aquesta licitació va produir una controvèrsia entre sectors de Centreesquerra i Esquerra (principalment Partits de la Concertació), pel fet que el canal era administrat encara pel President de la República, Sebastián Piñera, que van amenaçar amb no votar contra els nomenaments en TVN i CNTV.
Des de finals dels anys 90 ' es va començar a realitzar una festa de gala per inaugurar cada versió del Festival. Participen les autoritats administratives, els artistes convidats, jurats, participants, i figures de l'espectacle i de la televisió. El 2011 es va començar a transmetre la gala completa per TV.}
A la segona meitat del 2020, hi va haver incerteses sobre la versió del Festival de Viña corresponent a l’any 2021 a causa de la pandèmia COVID-19. TVN i 13 canals van sol·licitar la suspensió de l'esdeveniment; no obstant això, l'il·lustre municipi de Viña va rebutjar la sol·licitud, causant controvèrsia. L’alcaldessa de Viña del Mar, Virginia Reginato, va analitzar la decisió de celebrar la 62a versió del Festival i el 10 de novembre de 2020 es va confirmar la suspensió del Festival de Viña per al 2021, per primera vegada en la seva història, a causa de la crisi sanitària